# 서울금천경찰서
서울금천경찰서(서울衿川警察署, Seoul Geumcheon Police Station)는 서울특별시경찰청이 관할하는 경찰서 중 하나이다. 서울특별시 금천구 일원을 관할한다. 서울특별시 금천구 시흥대로73길 50 (시흥동)에 위치하고 있다.
서장은 총경으로 보한다. 2018년 금천구 관내로 이전하였다.

## 연혁

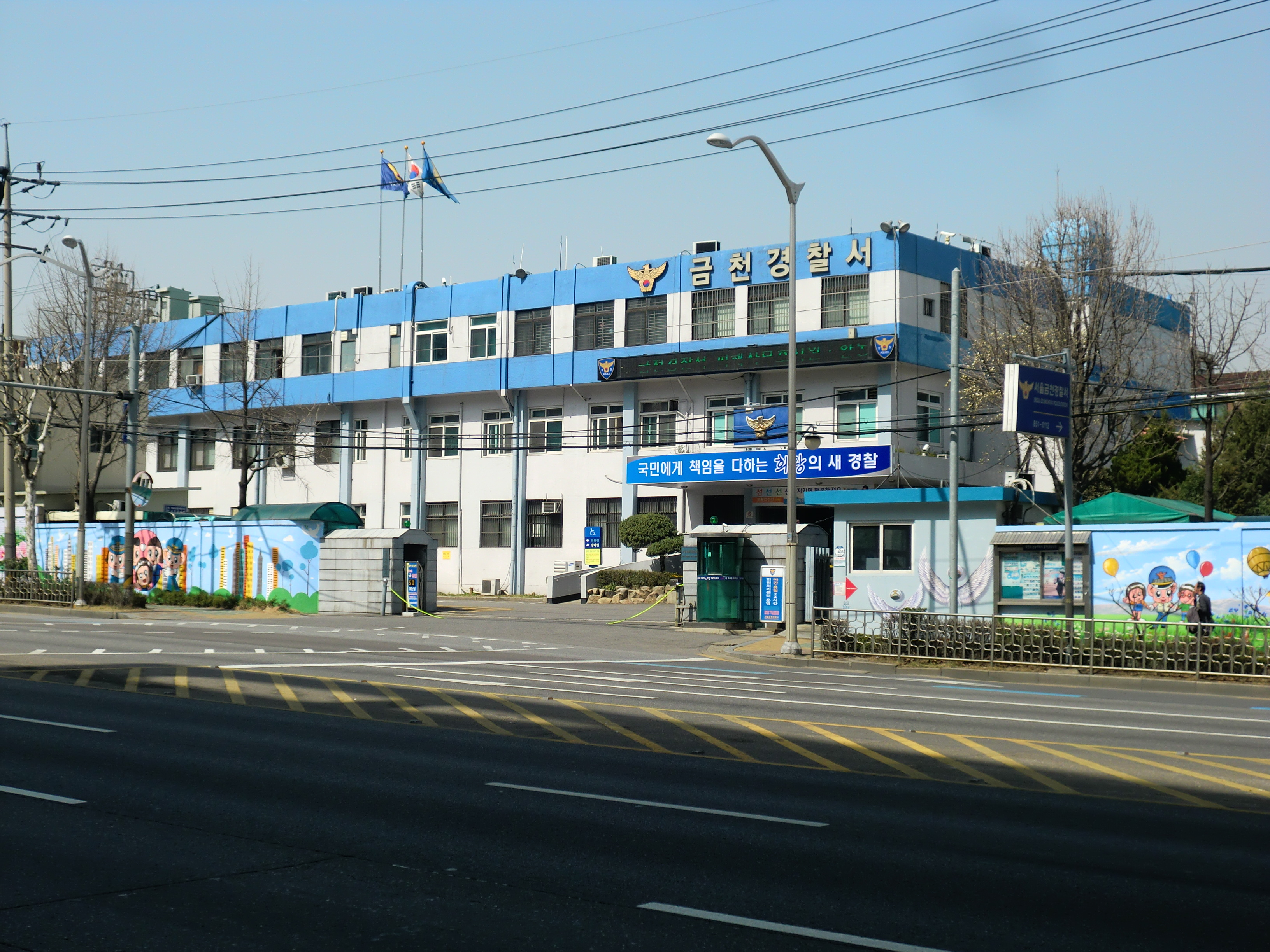
구 금천경찰서 청사

- 1972년 12월 5일: 서울남부경찰서로 개서 (대통령령 제 6367호)
- 1976년 12월 20일: 서울관악경찰서 분리
- 1980년 11월 3일: 서울구로경찰서 분리
- 2006년 3월 1일: 관할구역 변경 및 서울금천경찰서로 명칭 변경
- 2018년 12월 10일:  관악구 남부순환로 1435 (신림동)에서 금천구 시흥대로73길 50(금천구청 옆) 신청사로 이전
- 2019년 1월: 조원동을 서울관악경찰서로 이관[3]

## 조직
| - 112종합상황실 - 청문감사관 - 경무과 - 생활안전과 | - 여성청소년과 - 수사과 - 형사과 | - 경비교통과 - 정보과 - 보안과 |

## 관할 파출소 및 지구대
서울금천경찰서는 2개 지구대와 3개 파출소를 산하에 두고 있다.
| 명칭           | 사진 | 주소                     | 관할구역             |
| -------------- | ---- | ------------------------ | -------------------- |
| 문성지구대     |      | 독산로76길 20 (독산동)   | 독산3·4동            |
| 독산3치안센터  |      |                          |                      |
| 독산본치안센터 |      |                          |                      |
| 백산지구대     |      | 탑골로2길 37 (시흥동)    | 시흥2·4·5동, 독산2동 |
| 시흥4치안센터  |      |                          |                      |
| 시흥5치안센터  |      |                          |                      |
| 금천파출소     |      | 시흥대로57길 45 (시흥동) | 시흥1·3동            |
| 시흥본치안센터 |      |                          |                      |
| 시흥3치안센터  |      |                          |                      |
| 독산파출소     |      | 벚꽃로10길 89 (독산동)   | 독산1동              |
| 신독산치안센터 |      |                          |                      |
| 가산파출소     |      | 벚꽃로56길 174 (가산동)  | 가산동               |

## 같이 보기
- 서울특별시지방경찰청

## 인접한 건물
- 금천구청역
- 금천구청
- 서울시립서서울미술관 (2024년 11월 개관)